# Agusta A109
Agusta A109 – lekki śmigłowiec produkowany przez włoską firmę Leonardo Helicopters.
Wykorzystywany w wielu krajach do przewozu pasażerów, w służbach państwowych, a szczególnie w transporcie medycznym.

## Historia
Firma Agusta w 1965 r. rozpoczęła analizę zapotrzebowań klientów w zakresie lekkich śmigłowców. W jej efekcie opracowano śmigłowiec Agusta A109, którego prototyp oblatano 4 sierpnia 1971 r.. Do 2014 wyprodukowano 508 sztuk modelu A109 Power i 284 Grand.
Przednia, środkowa i tylna część kadłuba, belka ogonowa, belki łączące, statecznik produkowane są w PZL Świdnik.
Od 2 lipca 2005 Agusta A109, rejestracja SP-HXA (nr fabr. 11630), kod radiowy Ratownik 12, był używany przez Lotnicze Pogotowie Ratunkowe. Uległ wypadkowi w czasie lądowania na warszawskim lotnisku Babice 20 listopada 2009 r.

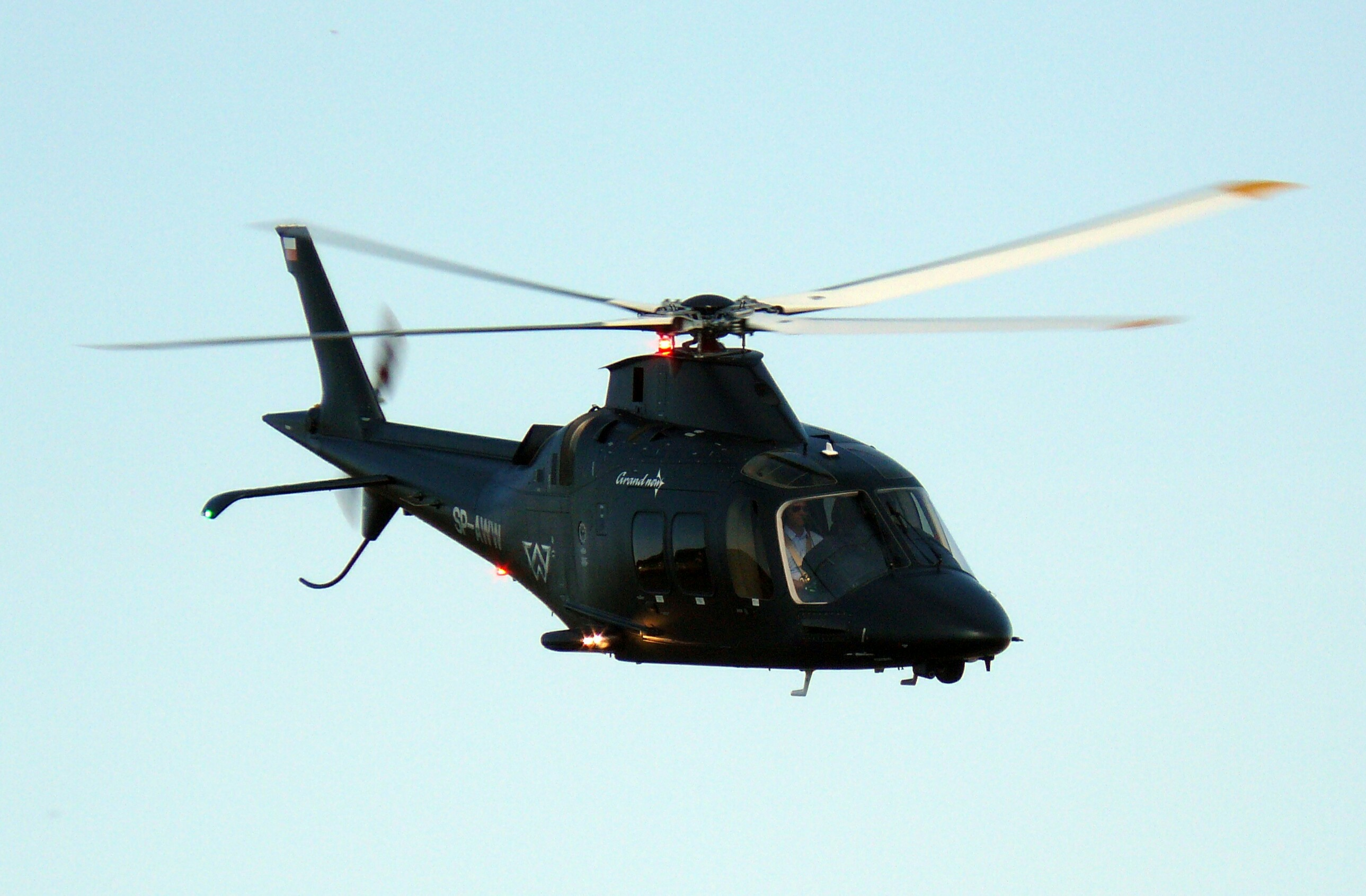
AW109 Grand New wersja transportowa VIP, zarejestrowany w Polsce

## Wersje
- A109A: pierwsza seryjna wersja z dwoma silnikami Allison 250. Pierwszy lot odbył się 4 sierpnia 1971.
  - A109A EOA "Hirundo": wersja wojskowa dla armii włoskiej.
- A109A Mk II: ulepszona wersja cywilna A109A.
- A109B: planowana, nigdy nie produkowana wersja wojskowa.
- A109C Hirundo: cywilna wersja 8 miejscowa z silnikami Allison 250-C20R-1.
- A109K: wersja wojskowa.
- A109K2: wersja dla policji i jednostek ratownictwa, przystosowana do pracy na dużych wysokościach i przy wysokich temperaturach.
- A109M: wersja wojskowa.
- A109MAX: śmigłowiec do zadań ratowniczych.
  - A109KM: wojskowa wersja K2.
  - A109KN: wersja K2 dla marynarki.
  - A109CM: normalna wersja wojskowa.
  - A109GdiF: wersja specjalna dla włoskiego Korpusu Straży Skarbowej.
  - A109 LUH (Light Utility Helicopter): lekki wielozadaniowy śmigłowiec wojskowy; sprzedawany do Afryki Południowej, Szwecji i Malezji.
  - A109BA: wersja specjalna dla wojsk belgijskich.
- A109E Power: ulepszona cywilna wersja.
- A109E Power Elite: przedłużona i ulepszona cywilna wersja A109E Power
- A109S Grand: przedłużona i ulepszona cywilna wersja z silnikami P&W 207. Maszyną tą dwaj Amerykanie: Scott Kasprowicz i Steve Sheik ustanowili w sierpniu 2008 roku nowy rekord świata w najszybszym okrążeniu Ziemi śmigłowcem. Dystans 38890 km pokonali ze średnią prędkością 275 km/h. Dotychczasowy rekord od 1996 należał do Bell 430
  - A109S Grand Da-Vinci: wersja zoptymalizowana do zadań ratowniczych w warunkach wyskogórskich Szwajcarii (2 silniki Pratt&Whitney: po 815 KM, cena jednostkowa: 10,2 mln Franków szwajcarskich)
- A109 Grand New: rozbudowana wersja A109 Grand - 4 miejscowa wersja VIP i 6 miejscowa wersja standard. Przewidywano certyfikację w 2010 roku
- A109N: najnowsza wersja z elementami wersji LUH, Elite i Grand.
- Agusta A119 Koala: cywilna wersja A109 z jednym silnikiem.
- AW119Ke